# كأس الجزائر 2002–03
كأس الجزائر 2002–03 هو موسم من كأس الجزائر. أشرف على تنظيمه الإتحاد الجزائري لكرة القدم، وفاز فيه اتحاد الجزائر.